# Атом Гука
Атом Гука відноситься до штучних атомів, подібних атому гелію, в якому кулонівський електрон-ядерний потенціал взаємодії замінюється гармонійним потенціалом. Ця система має важливе значення тому що її, при певних значеннях сили взаємодії, яка визначає гармонійний потенціал, точно можна розв'язати для основного стану багатоелектронної задачі, що явно включає в себе електронну кореляцію. Як таке воно дає уявлення про квантові кореляції (нехай і в присутності нефізичного ядерного потенціалу) і може виступати в якості тест-системи для оцінки точності наближених квантово-хімічних методів для вирішення рівняння Шредінгера. Назва «атом Гука» виникає, тому що гармонічний потенціал, який використовується для опису електрон-ядерної взаємодії, є наслідком закону Гука.